# 达原饮
达原饮，为明末中医吴又可所创，载于《温疫论》。主治瘟疫或疟疾。

## 方劑組成
槟榔2钱，厚朴1钱，草果仁5分，知母1钱，芍药1钱，黄芩1钱，甘草5分。

## 功能主治
避瘟去暑，解热，止呕利便。主瘟疫初起，先憎寒而后发热，日后但热而不憎寒。初得之2-3日，其脉不浮不沉而数，昼夜发热，日哺益甚，头疼身痛，其时邪在伏脊之前、肠胃之后，舌上白苔，甚则如积粉满布无隙。

## 用法用量
本方方名，《杂症会心录》引作“达原散”。改为丸剂，名“达原丸”、“至圣达原丸”。

## 外部連結
- 達原飲 中藥方劑圖像數據庫 (香港浸會大學中醫藥學院) （中文）（英文）